# Charles-Georges-Antoine Delestraint
Charles-Georges-Antoine Delestraint, francoski general, * 12. marec 1878, Biache-Saint-Vaast, † 19. april 1945, Koncentracijsko taborišče Dachau.